# سان ماركوس (كوستاريكا)
سان ماركوس أو سان ماركوس دي تاراسو هي عاصمة كانتون تاراسو في محافظة سان خوسيه في كوستاريكا. وهي أيضًا اسم ديستركتو (المقاطعة) التي تشمل المدينة. تغطي مقاطعة سان ماركوس مساحة 42.07 كيلومتر مربع، ويبلغ عدد سكانها 8،817 نسمة.
تقع المدينة على ارتفاع 1429 مترًا فوق مستوى سطح البحر  في منطقة جبلية تعرف باسم منطقة لوس سانتوس ، على بعد 70 كيلومترًا جنوب العاصمة الوطنية سان خوسيه .

## التاريخ

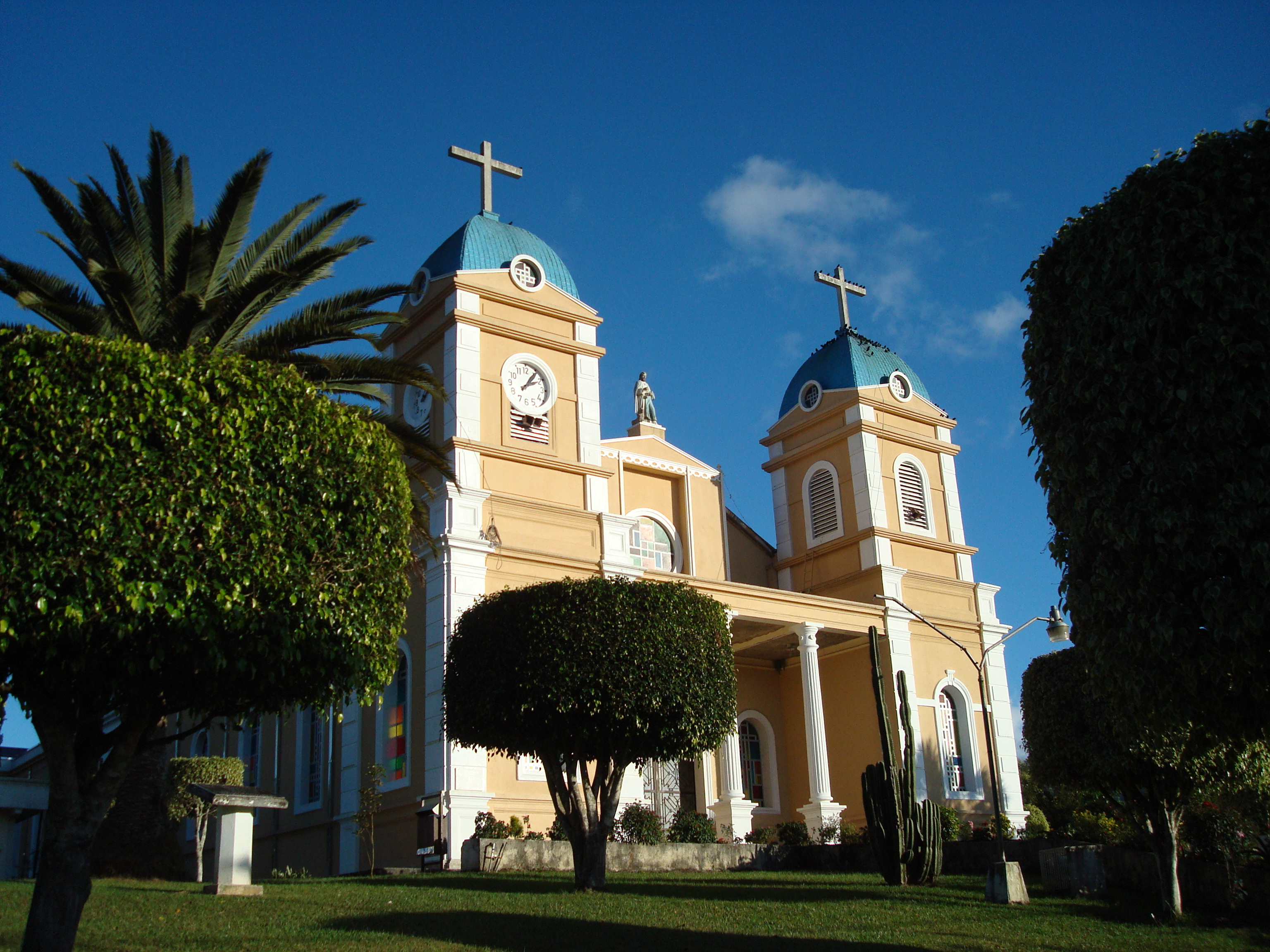
كنيسة سان ماركوس دي تاراسو الرومانية الكاثوليكية ، كوستاريكا

تأسست المدينة في عشرينيات القرن التاسع عشر من قبل المهاجرين الزراعيين من الوادي الأوسط. عمل سكان المنطقة الأوائل في زراعة المواد الغذائية الأساسية ، مثل الفول والذرة وقصب السكر. بدأ المزارعون المحليون زراعة البن في وادي المرتفعات في تسعينيات القرن التاسع عشر. تشتهر المنطقة بقهوتها عالية الجودة. 

## معرض الصور

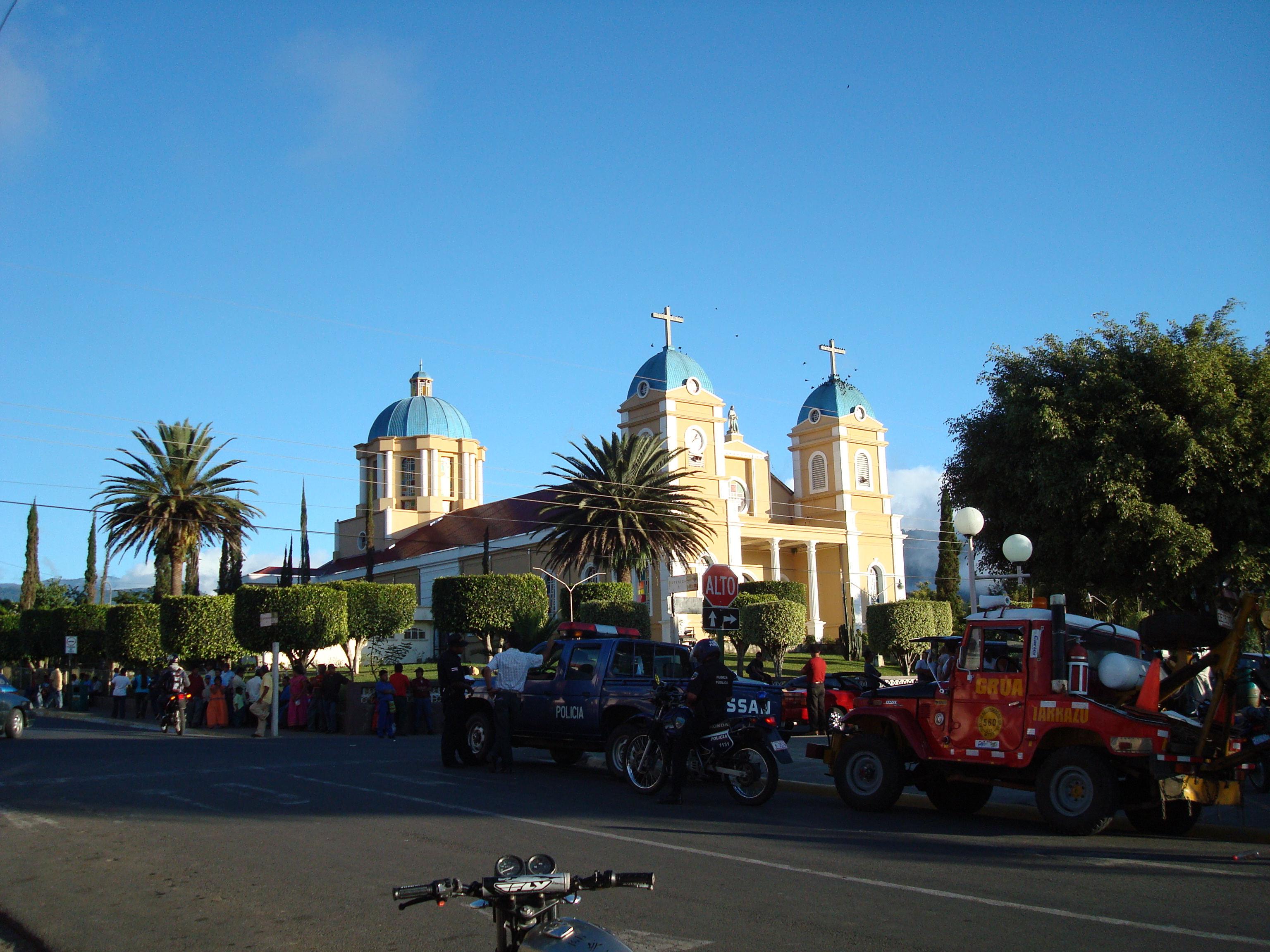
وسط مدينة سان ماركوس دي تارازو - الكنيسة الكاثوليكية في الخلفية
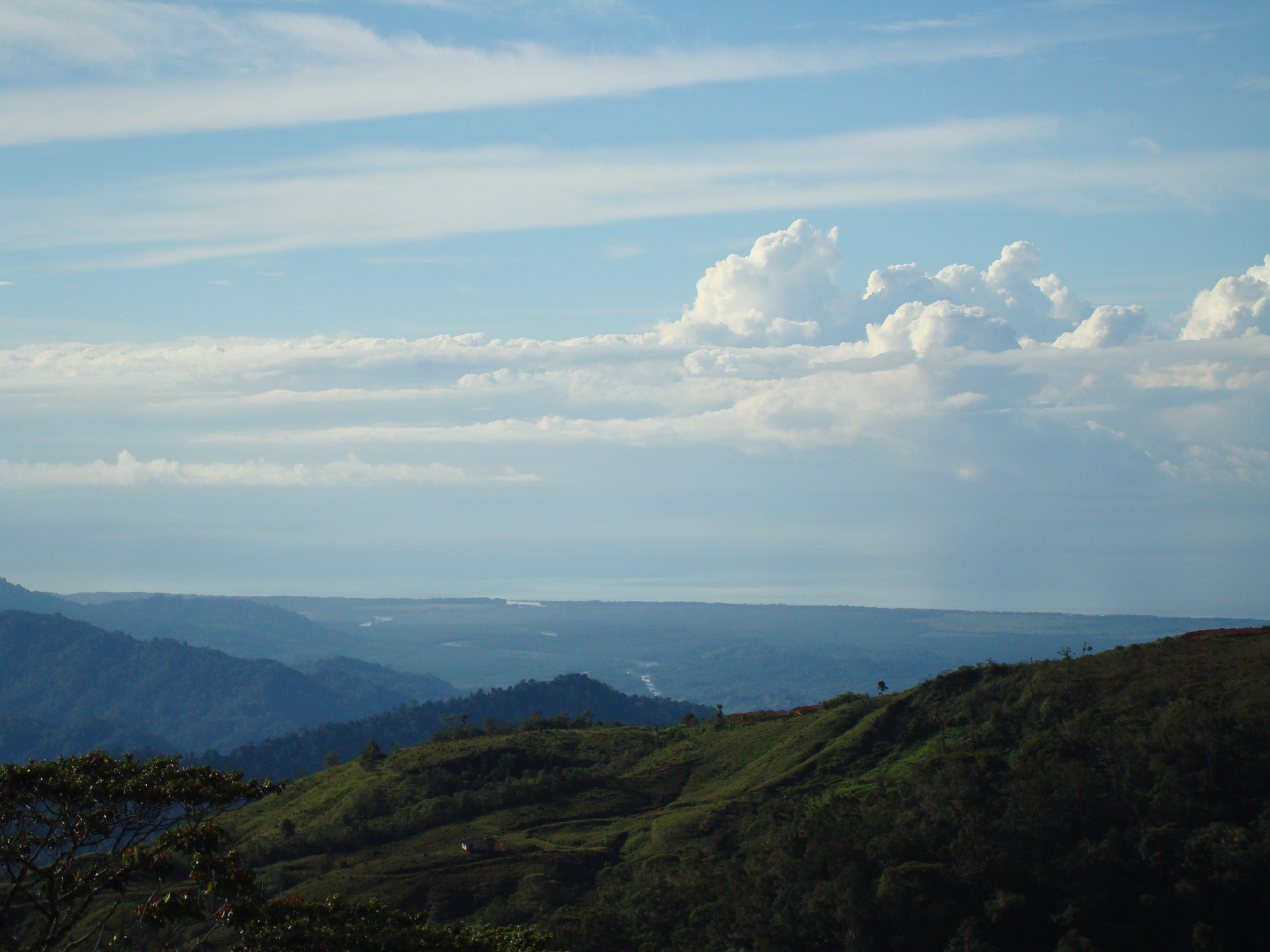
مرتفعات Concepcion de Tarrazu بالقرب من ميناء Quepos ، كوستاريكا
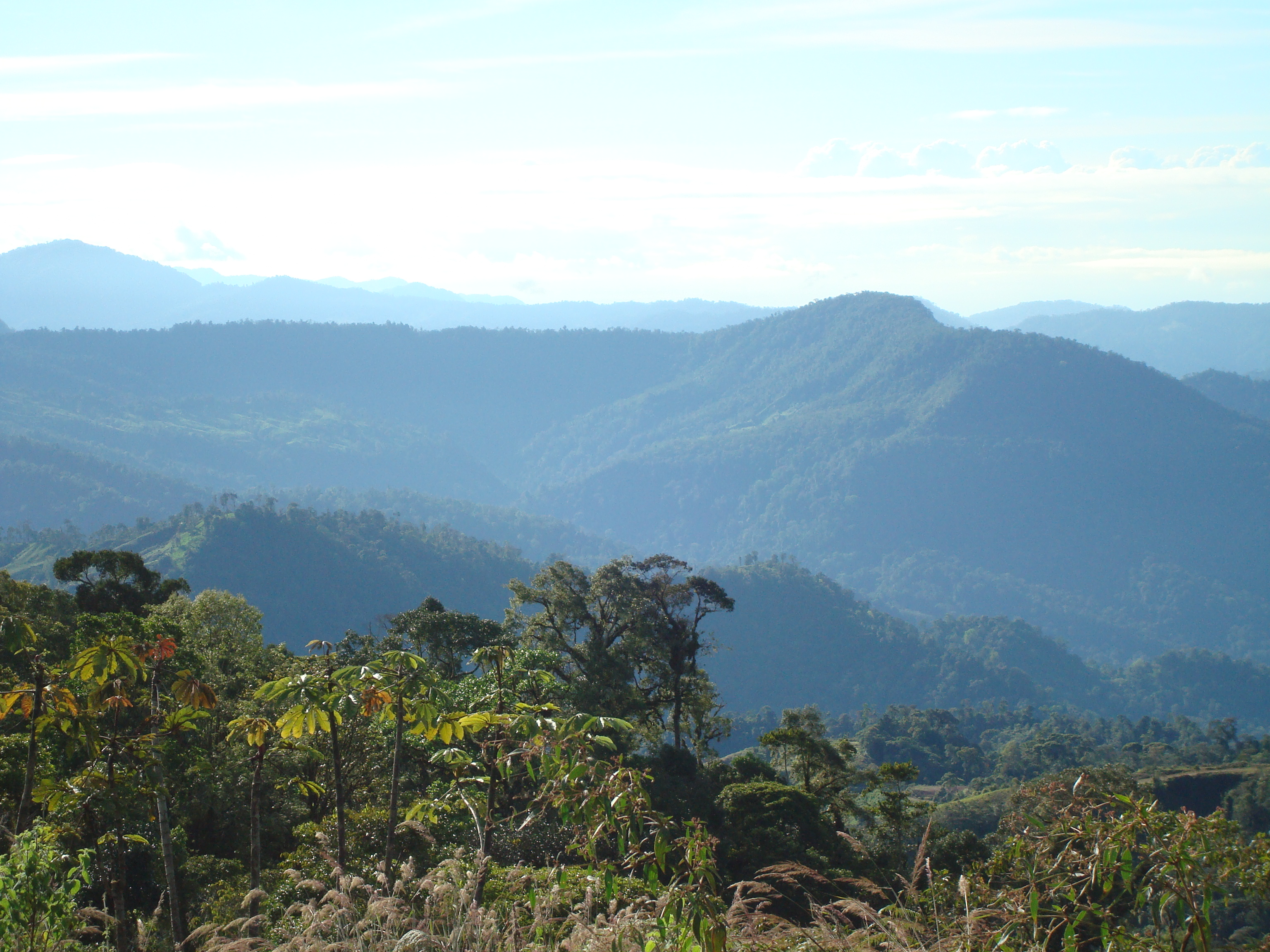
Naranjillo de Tarrazu ، كما شوهد من كونسيبسيون ، بالقرب من ميناء كيبوس
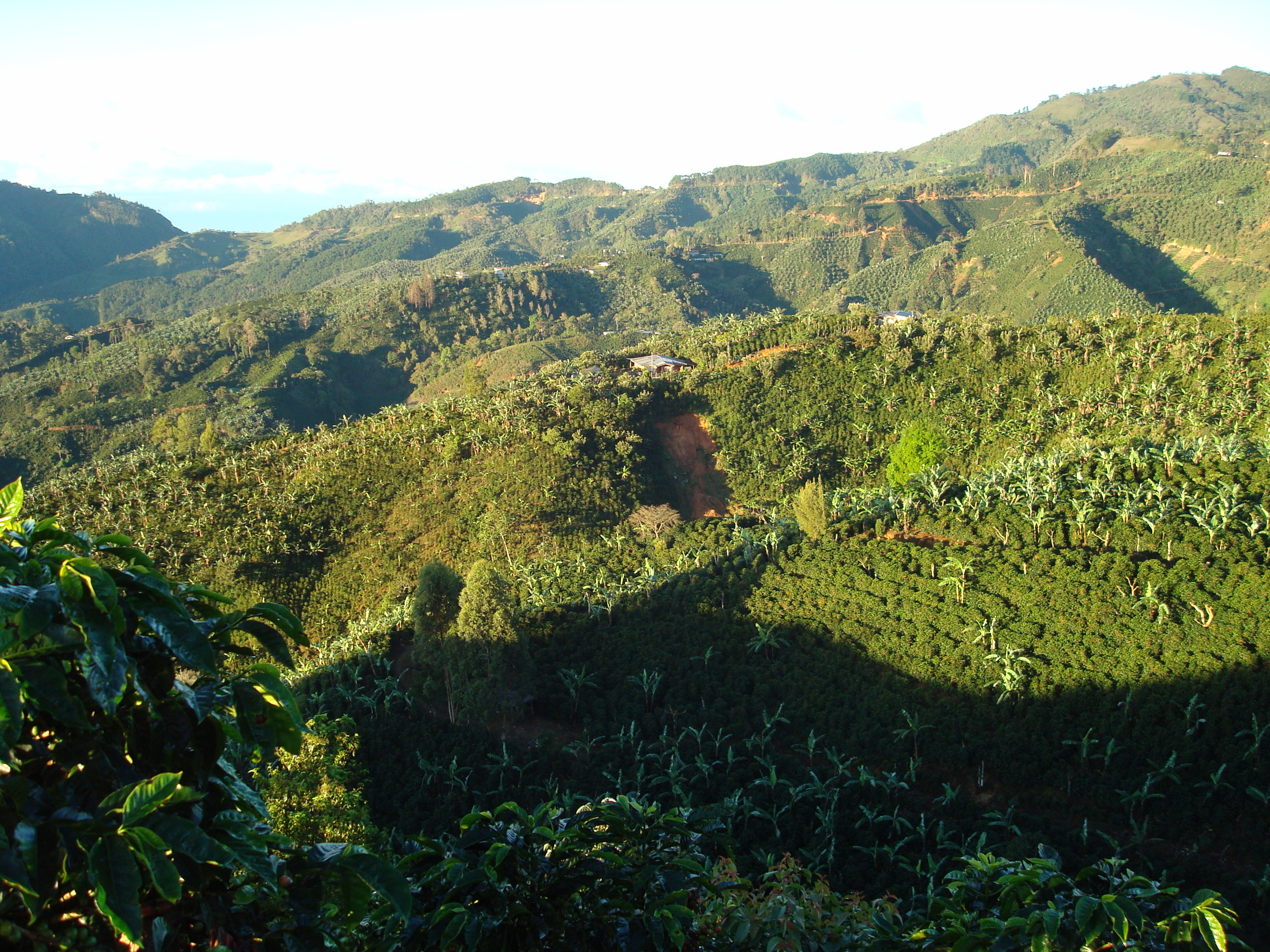
حقول البن كويبرادا هوندا دي تارازو
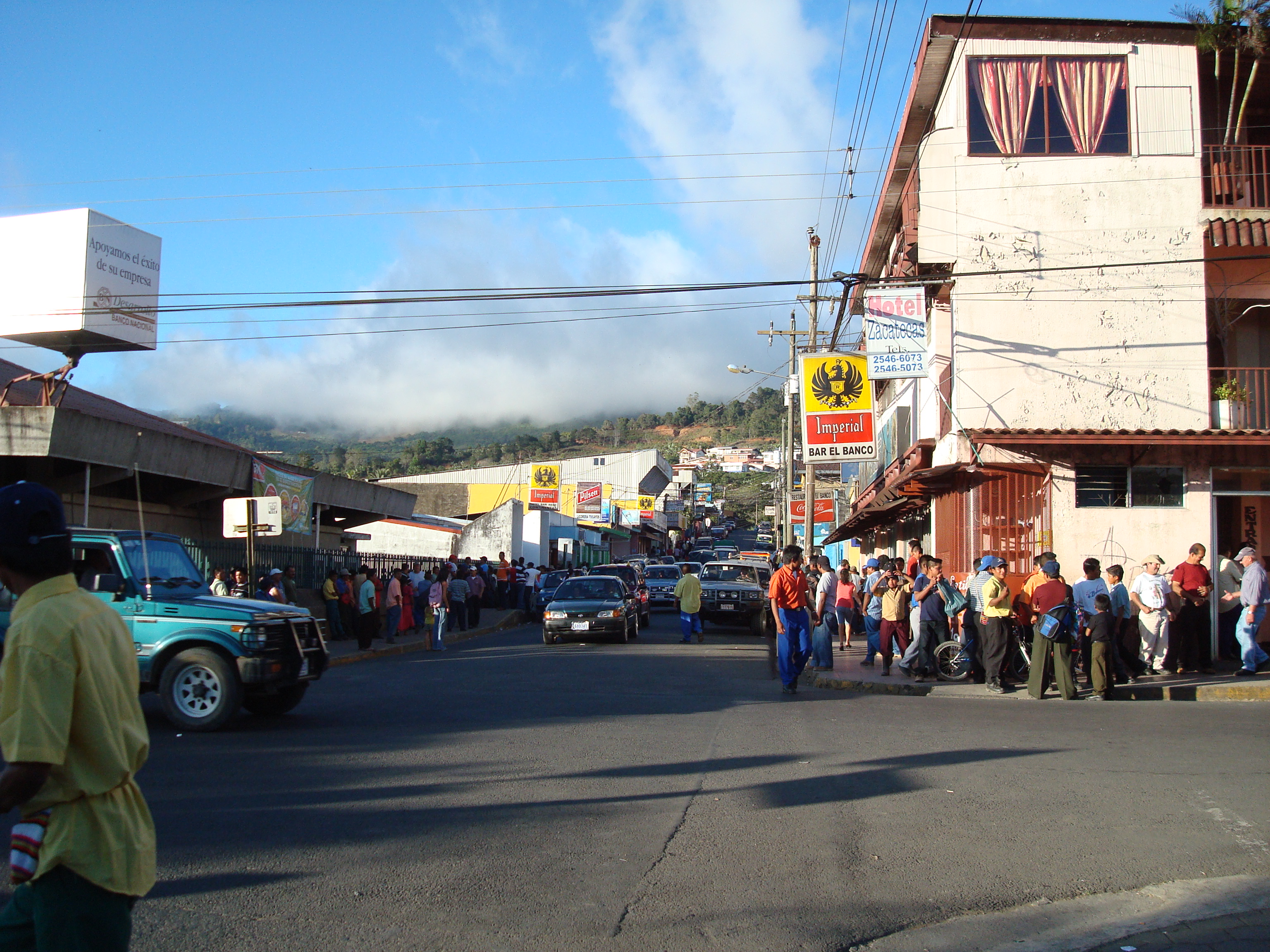
وسط مدينة سان ماركوس دي تارازو ، فرع البنك الوطني على اليسار و "بار إل بانكو" الشهير على اليمين ، في ظهيرة شهر ديسمبر المزدحمة

## ملحوظون
- ماريا يوجينيا بوزولي (مواليد 1935) ، عالمة أنثروبولوجيا